# Puerto Leguízamo
Puerto Leguízamo est une municipalité située dans le département de Putumayo en Colombie.